# NGC 5095
NGC 5095 ist eine 13,8 mag helle, Linsenförmige Galaxie vom Hubble-Typ S0/a im Sternbild Jungfrau auf der Ekliptik. Sie ist schätzungsweise 255 Millionen Lichtjahre von der Milchstraße entfernt und hat einen Durchmesser von etwa 90.000 Lj.

Im selben Himmelsareal befinden sich die Galaxien IC 4218, IC 4224, IC 4229.
Das Objekt wurde  am 15. April 1828 vom britischen Astronomen John Herschel entdeckt.